# Баньйо-а-Риполі
Баньйо-а-Риполі (італ. Bagno a Ripoli) — муніципалітет в Італії, у регіоні Тоскана,  метрополійне місто Флоренція.
Баньйо-а-Риполі розташоване на відстані близько 230 км на північний захід від Рима, 7 км на південний схід від Флоренції.
Населення — 25 700 осіб (2014).
Щорічний фестиваль відбувається 29 червня. Покровитель — святий Петро.

## Демографія
Населення за роками:

Станом на 1 січня 2023 року в муніципалітеті офіційно проживали 2083 іноземці з 94 країн, серед них 585 громадян країн Євросоюзу та 41 громадянин України.

## Сусідні муніципалітети
- Ф'єзоле
- Флоренція
- Греве-ін-К'янті
- Імпрунета
- Понтассьєве
- Риньяно-сулл'Арно